# Irządze (gmina)
Irządze – gmina wiejska w Polsce w województwie śląskim, w powiecie zawierciańskim. W latach 1975–1998 gmina administracyjnie należała do województwa częstochowskiego.
Siedziba gminy to Irządze.
Według danych z 30 czerwca 2007 gminę zamieszkiwało 2885 osób. Natomiast według danych z 31 grudnia 2017 roku gminę zamieszkiwało 2664 osób.

## Struktura powierzchni
Według danych z roku 2002 gmina Irządze ma obszar 73,55 km², w tym:
- użytki rolne: 65%
- użytki leśne: 24%

Gmina stanowi 7,33% powierzchni powiatu.

## Demografia

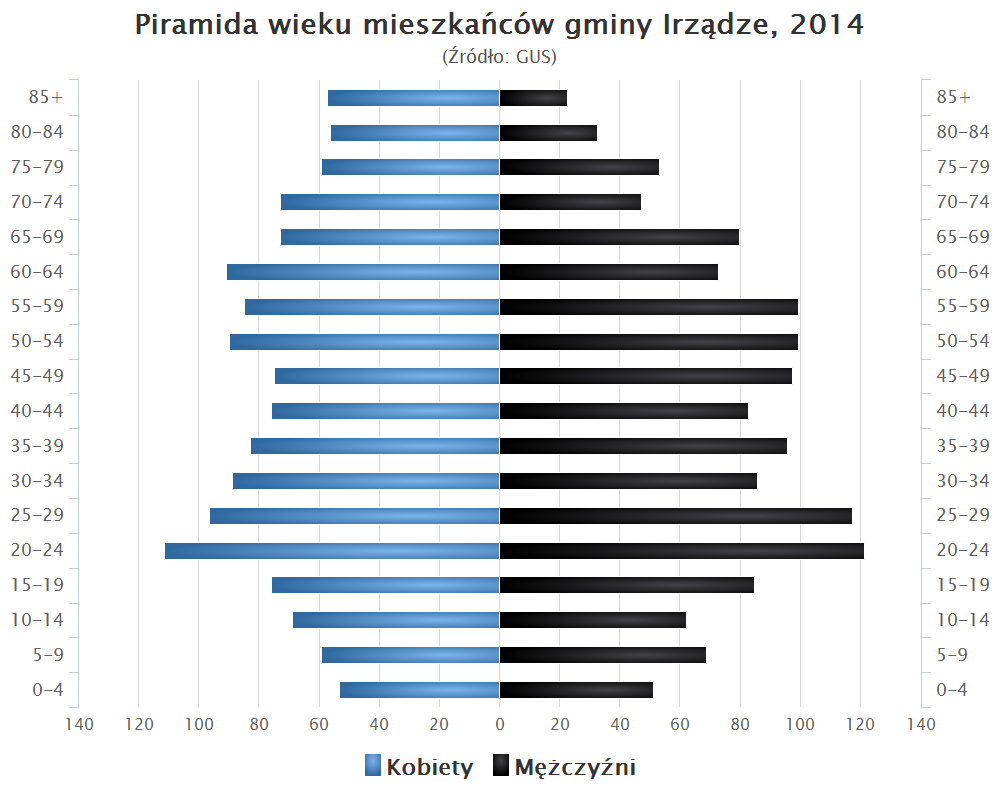
Piramida wieku mieszkańców gminy Irządze w 2014 roku

Dane z 30 czerwca 2004:
| Opis                              | Ogółem | Ogółem | Kobiety | Kobiety | Mężczyźni | Mężczyźni |
| --------------------------------- | ------ | ------ | ------- | ------- | --------- | --------- |
| jednostka                         | osób   | %      | osób    | %       | osób      | %         |
| populacja                         | 2939   | 100    | 1467    | 49,9    | 1472      | 50,1      |
| gęstość zaludnienia (mieszk./km²) | 40     | 40     | 19,9    | 19,9    | 20        | 20        |

## Historia
W okresie międzywojennym gmina Irządze należała do powiatu włoszczowskiego w woj. kieleckim. 1 stycznia 1923 od gminy Irządze  odłączono folwark Tęgobórz, który wszedł w skład reaktyowanego miasta Szczekociny. 
Po wojnie gmina zachowała przynależność administracyjną. Według stanu z dnia 1 lipca 1952 roku gmina składała się z 18 gromad: Biała Błotna, Bodziejowice, Gródek, Irządze, Łąkietka-Szyszki, Mikołajowice, Nakło, Sadowie, Siedliska, Tęgobórz, Wilgoszcza, Wilków, Witów, Woźniki, Wygiełzów, Zagórze, Zawada i Zawadka.
Jednostka została zniesiona 29 września 1954 roku wraz z reformą wprowadzającą gromady w miejsce gmin. 
Reaktywowana 1 stycznia 1973.

## Sołectwa
Bodziejowice, Irządze, Mikołajewice, Sadowie, Wilgoszcza, Wilków, Witów, Woźniki, Wygiełzów, Zawada Pilicka, Zawadka.

## Pozostałe miejscowości
Stawy, Zawada-Leśniczówka.

## Ochrona przyrody
W gminie znajduje się rezerwat przyrody Kępina, siedliskowy obszar Natura 2000 „Źródła Rajecznicy” oraz cztery pomniki przyrody. Na obszarach chronionych gminy występuje endemiczna warzucha polska. 

## Sąsiednie gminy
Kroczyce, Lelów, Niegowa, Szczekociny